# St. Vitus (Schwittersdorf)

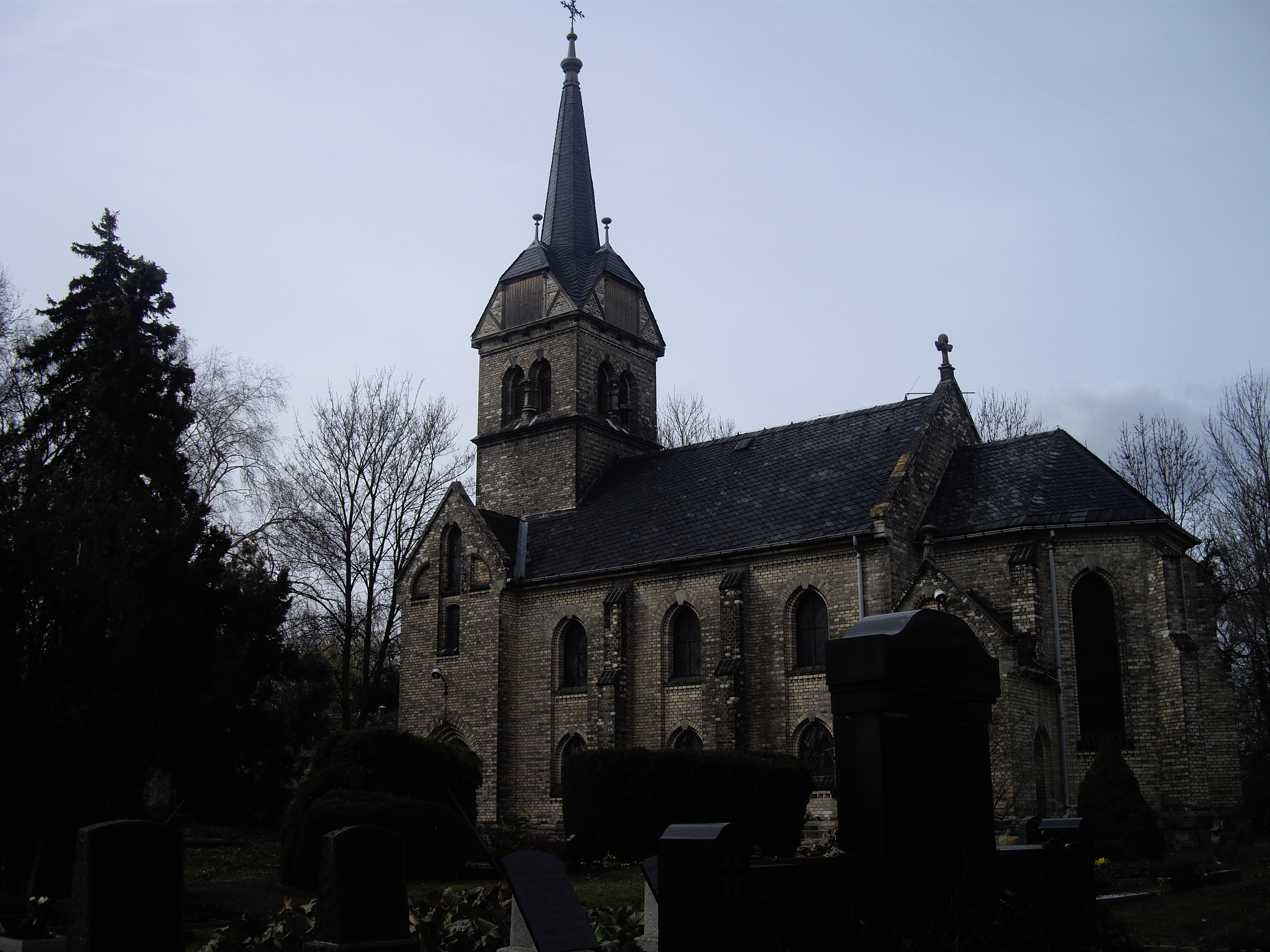
Die Dorfkirche von Schwittersdorf

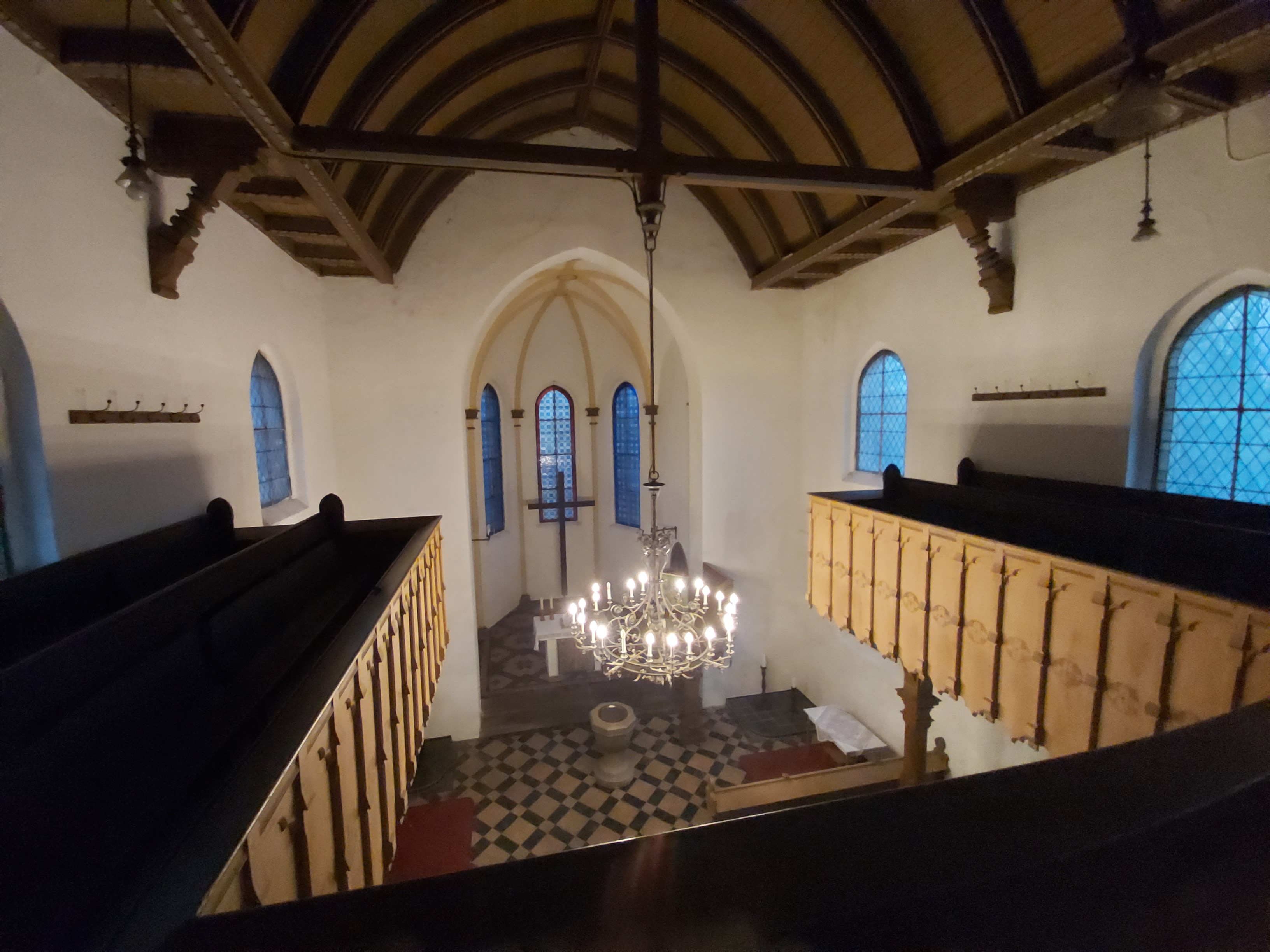
Blick ins Innere

Die Dorfkirche St. Veit ist eine denkmalgeschützte evangelische Kirche im Ort Schwittersdorf des Ortsteiles Beesenstedt der Einheitsgemeinde Salzatal in Sachsen-Anhalt. Im örtlichen Denkmalverzeichnis ist sie unter der Erfassungsnummer 094 55455  als Baudenkmal verzeichnet.

## Geschichte
In romanischer Zeit existierte in Schwittersdorf eine erste (Filial-)Kirche. Dieses Bauwerk wurde im 17. Jahrhundert mehrfach umgebaut, u. a. wurde 1637 ein neuer Taufstein geschaffen. 1890 wurde die alte Kirche abgetragen und bis 1891 eine neue Kirche im historistischen Stil errichtet. In den 1960er Jahren wurde der Altarraum umgestaltet, nach der Wende wurde das Innere durch Gemeindeglieder überholt und auch ein Ofen eingebaut, sodass die Kirche im Winter beheizt werden kann. Die Kirche wird heute wenig genutzt.

## Architektur & Ausstattung
Die während der Gründerzeit im späten 19. Jahrhundert an der Nauendorfer Straße erbaute neogotische Kirche, die aber auch Elemente anderer Bauepochen enthält, besteht aus gelblichen Backsteinen.
Die Ausstattung des Kircheninneren, also Kanzel, die u-förmige Empore sowie das Gestühl lieferte die Anstalt für kirchliche Kunst Gustav Kuntzsch aus Wernigerode.
Der Taufstein wurde 1637 geschaffen, unter der Empore im Westen befindet sich eine Winterkirche mit verglasten Fenstern zum Kirchenschiff hin. Der einstige Altaraufsatz mit einem Bild des leidenden Christus im Spitzbogen ist heute noch vorhanden, aber nicht in der Kirche aufgestellt. 

## Orgel
Die heutige Orgel wurde 1891 durch Wilhelm Rühlmann errichtet. Das pneumatische Instrument hinter einem neogotischen Prospekt der Firma Kuntzsch aus Wernigerode besitzt 12 klingende Stimmen. Derzeit ist die Orgel nicht spielbar.

## Glocke
Die heutige Glocke wurde 1699 durch den Gießer Johann Jacob Hoffmann aus Halle gegossen, sie erklingt an einem geraden Holzjoch. Ein zweites Gefach im Kirchturm ist leer. Heute steht eine Lautsprecheranlage im Turm, die auf Knopfdruck Glockenklänge wiedergeben kann. Leider entsprechen diese nicht dem Klang der eigentlichen Kirchenglocke des Gebäudes.

## Weblinks

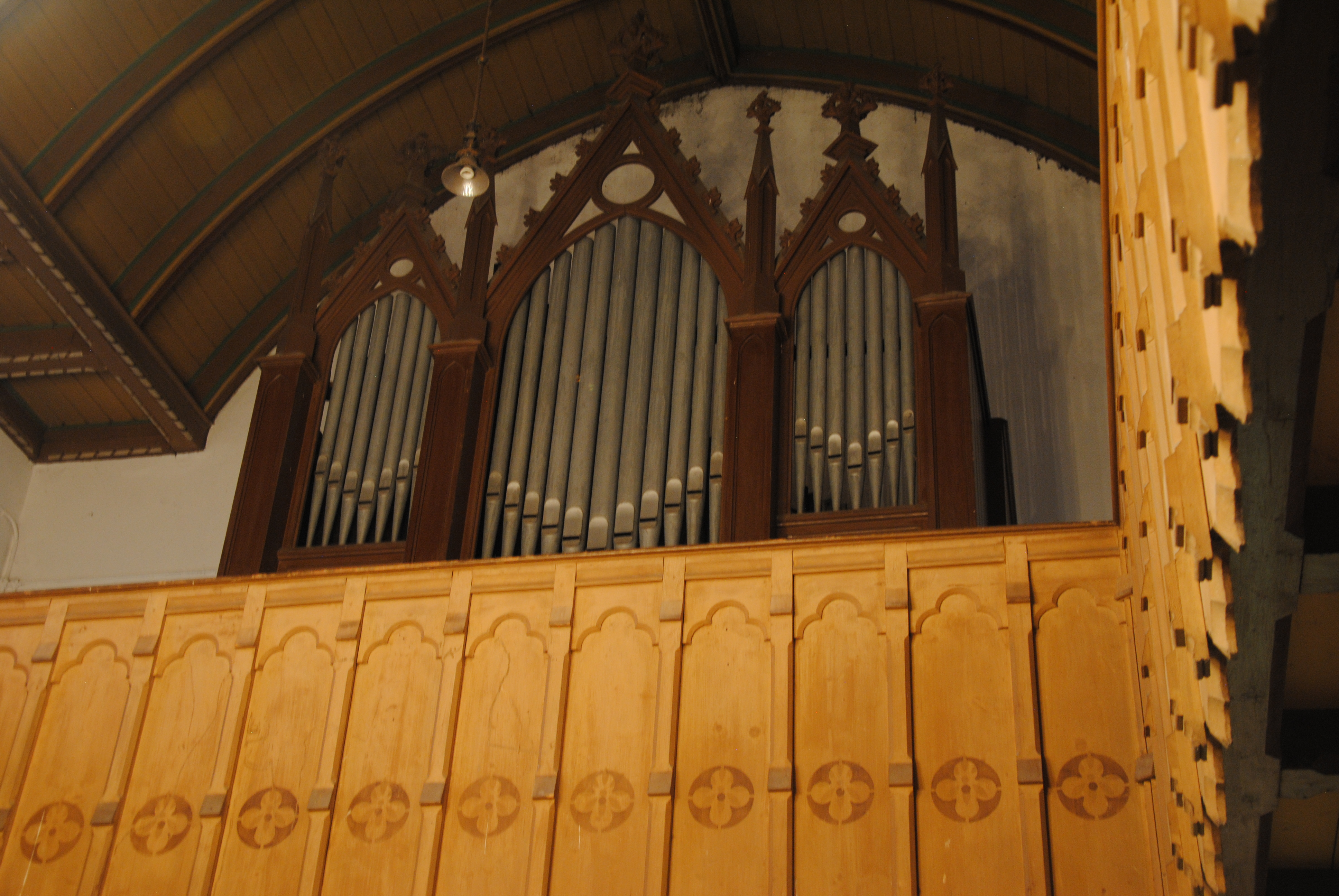
Blick zur Rühlmann-Orgel